# Diocèse de Kilmore
Le diocèse de Kilmore est un diocèse suffragant de l'archidiocèse d'Armagh en Irlande, constitué en 514. Sa cathédrale est Saint-Patrick-et-Saint-Felim de Cavan. 
Le diocèse couvre la majeure partie du comté de Cavan et des parties des comtés de Leitrim,  Fermanagh, Meath et Sligo. Les principales villes sont Bailieborough, Ballyjamesduff, Cavan, Manorhamilton (en) et Virginia.

## Historique
Le diocèse de Kilmore correspond à peu près à l'ancien territoire du royaume de Breifne. Au VIe siècle, saint Felim (en) (ou  Fedlin), le patron du diocèse, disciple de saint Colomba d'Iona, a fondé une église à Kilmore, près de l'emplacement actuel de la ville de Cavan. 
Puis le diocèse a été établi lors du synode de Kells en 1152, et il était connu dans les documents papaux sous différents noms tels que Brefinnia et Tybruinensis (Urney).

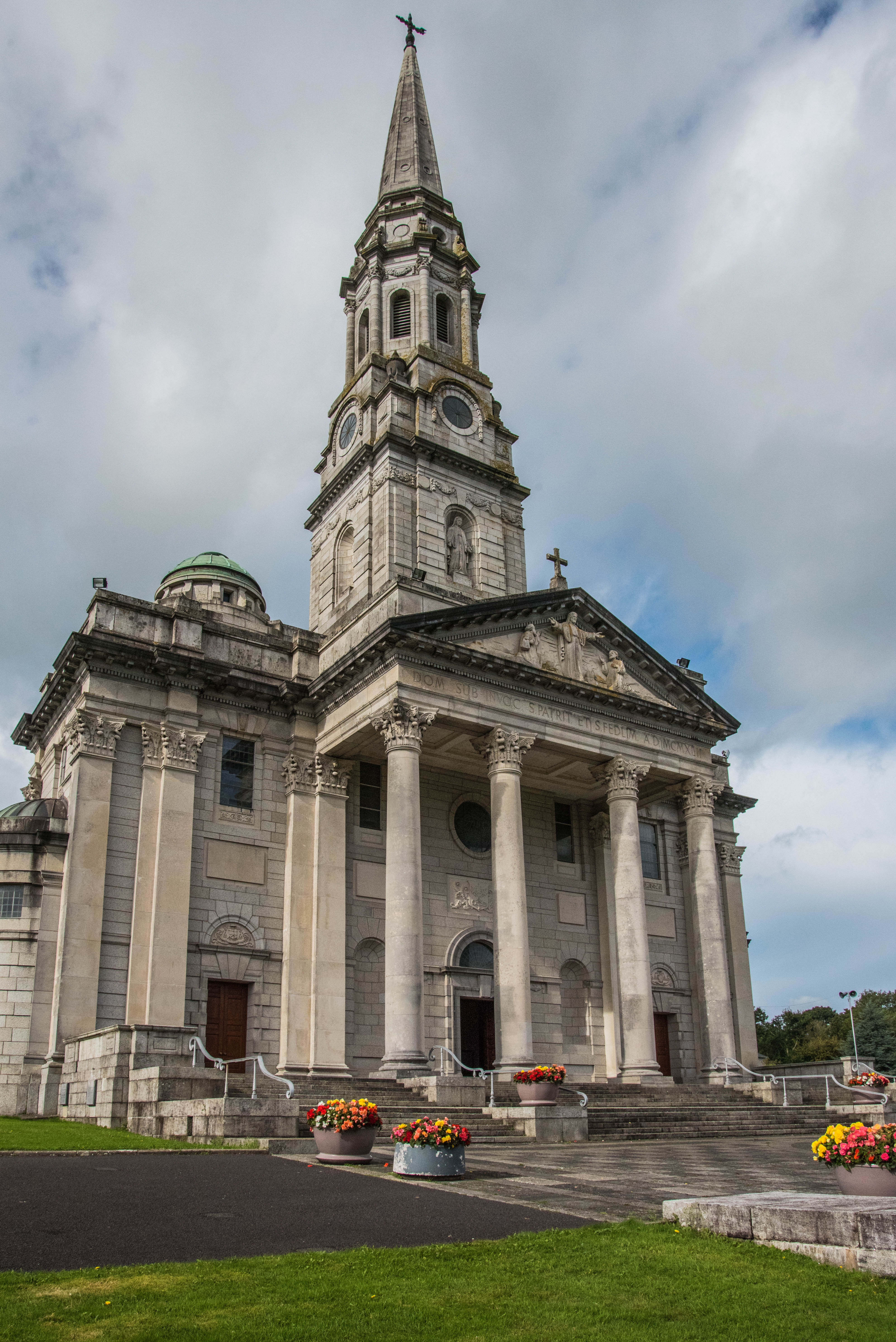
La cathédrale de Cavan.

En 1454, l'évêque Aindrias Mac Brádaigh (Andrew McBrady) reçut du pape Nicolas V la permission de faire de l'ancienne église de Kilmore la cathédrale du diocèse, connue en irlandais sous le nom d'An Chill Mhór (qui signifie "Grande Église"), et le diocèse prit son nom définitif. 
À la suite de la Réforme irlandaise et de l'Acte de suprématie, la cathédrale fut perdue par la diocèse qui resta dans une période d'incertitude durant près de deux-cents ans. C'est l'évêque Denis Maguire 1770-1798) qui apporta une nouvelle stabilité et qui entama un processus de reconstruction de la discipline et des églises. L'évêque James Browne (1829-1865) poursuivit ce travail et fonda le collège diocésain en 1839.  
Patrick Lyons (1937-1949) fit reconstruire l'ancienne cathédrale catholique romaine de Cavan entre 1938 et 1942 dans un style néoclassique.  